# Terek Molt
(Terry Brooks, Jarka Ruus)
Terek Molt è uno degli antagonisti del romanzo fantasy Jarka Ruus, scritto da Terry Brooks, e dedicherà ogni sua energia per uccidere il giovane Penderrin Ohmsford.

## Storia
Nulla si sa della vita del nano prima che entrasse a Paranor e diventasse un Druido Guerriero. Era una persona concreta e di poche parole che basava i propri giudizi sulle azioni compiute. Proprio questo suo atteggiamento, lo spinse a dichiarare fallimentare e deludente la leadership di Grianne Ohmsford, dopo che questi aveva accumulato nel tentativo di pacificare le Quattro Terre, solo insuccessi.
Si unì al gruppo di cospiratori di Shadea a'Ru e quando l'Ard Rhys fu spedita nel Divieto, fu incaricato di trovare gli altri membri della famiglia Ohmsford e di portarli a Paranor: in questo modo i congiurati avrebbero neutralizzato qualunque tentativo di localizzare Grianne. A bordo della Galaphile, la nave personale dell'ex Ard Rhys, raggiunse la stazione commerciale di Patch Run e per un soffio non catturò Pen Ohmsford; tuttavia riuscì a scoprire che i genitori del ragazzo si trovavano nelleTerre dell'Est. Diede la caccia al giovane lungo le rive del Lago Arcobaleno e solo l'intervento del Re del Fiume Argento gli impedì di catturarlo.
Con fatica, e grazie alle Acque Divinatorie, riesce a rintracciare la compagnia di Pen nella città del Nord di Anatcherae, ma questa volta Shadea a'Ru, per evitare un fallimento decise di affiancargli Aphasia Wye: nonostante ciò la compagnia di Pen riuscì a cavarsela e a bordo di una nave volante si diresse sul lago di Lazareen. Per stanarli, Terek Molt usò la magia di cui era dotato, ma Ahren Elessedil gli tenne testa, permettendo alla compagnia di rifugiarsi in una palude costiera. Traditi dai Corsari, e costretti a usare la magia per sopravvivere, la compagnia svela la propria posizione alle magiche acque che conducono Terek Molt da loro. Temendo nuovamente che Ahren potesse utilizzare la magia per danneggiare la sua nave volante, il nano la ricopre con un velo di energia magica, sufficiente per difenderla: l'elfo però coglie l'occasione e amplifica il legame esistente tra Terek Molt e la nave.
A quel punto Khyber Elessedil usò le Pietre Magiche che distrussero la nave e uccisero il perfido nano che però aveva ferito mortalmente il druido elfico.